# Somers Point
Somers Point es una ciudad ubicada en el condado de Atlantic en el estado estadounidense de Nueva Jersey. En el año 2010 tenía una población de 10.795 habitantes y una densidad poblacional de 1,038.0 personas por km².

## Geografía
Somers Point se encuentra ubicado en las coordenadas 39°19′02″N 74°36′24″O / 39.31722, -74.60667.

## Demografía
Según la Oficina del Censo en 2000 los ingresos medios por hogar en la localidad eran de $42,222 y los ingresos medios por familia eran $51,868. Los hombres tenían unos ingresos medios de $39,650 frente a los $28,691 para las mujeres. La renta per cápita para la localidad era de $22,229. Alrededor del 7% de la población estaba por debajo del umbral de pobreza.